# 李耀敬
李耀敬（英語：Marco Lee Yiu King，1962年10月11日—），藝名李耀景，香港電視以及舞台劇演员。香港海員訓練中心（現為海事訓練學院）畢業後，1981年入讀邵氏兄弟香港)有限公司第9期南國演員訓練班, 同期學員有 : 馮耀宗、張耀星、林富偉、何永祥、刘冠洲、黃偉棠、黃劍斌、鄧泰和、沈伙薪、鄭家明、王圓圓、梁安貴（班長）、戴良純（旁聽生）、杜雲娜、及林小娟等。畢業後簽約邵氏兄弟（香港）有限公司成為基本合約演員。1986年加入無綫電視台，88年銀河十星之一 : 崔嘉寶、林穎嫻、邱淑貞、吳詠紅、李婉華、李中寧、胡越山、邵仲衡、郭富城。現轉往國內發展。

## 作品

### 電視劇（無綫電視）
- 1987年
  - 書劍恩仇錄 飾 閻世章
- 1988年
  - 太平天國 飾 陳玉成
- 1989年
  - 蓋世豪俠 飾 阿　輝
  - 他來自江湖 飾 灰　熊（第20,24,28-29集）
  - 俠客行
- 1990年
  - 蜀山奇俠 飾 辛辰子
- 1991年
  - 人在邊緣 飾 CID（第26集）
- 1992年
  - 重案傳真 飾 Peter（第一單元）
- 1993年
  - 武尊少林 飾 樁米六
  - 壹號皇庭II
- 1994年
  - 天子屠龍
  - 黃浦傾情 飾 馬四寶
  - 射鵰英雄傳 飾 江南七怪的五哥張阿生
  - 小李飛刀 飾 金風白
- 1995年
  - 神雕俠侶 飾 全真教祖王重陽
  - 一切從失蹤開始 飾 紅　牛
  - O记实录 饰 土炮
- 1996年
  - 笑傲江湖 飾 楊蓮亭
  - O记实录II 饰 李国彬
- 1997年
  - 孝感動天 飾 秦　坤
  - 大刺客之豫讓擊衣 飾 高　赫
  - 刑事偵緝檔案III 飾 司徒亮
  - 天龍八部 飾 陳孤雁
- 1998年
  - 乒乓 飾 高志揚
  - 大刺客之呂四娘 飾 周　潯
  - 大侠霍元甲 飾 霍元武（导演：关锦鹏/鞠觉亮）

### 電視劇（亞洲電視）
- 2000年
  - 快活谷 飾 陳志摩
- 2009年
  - 東邊西邊 飾 漢克斯（Hanks）

### 電視劇（香港開電視）
- 2022年
  - 黑金風暴 飾 岳德群

### 電視劇（台灣）
- 1993年
  - 包青天 飾 張　龍

### 電視劇（中國大陆）
- 1999年
  - 食神 饰 坂本太郎 / 导演：胡明凱 编剧：邵丽琼
- 2008年
  - 一千滴眼泪 饰 丁子聪 / 编剧：于正
- 2009年
  - 玫瑰江湖 饰 战　神 / 导演：袁英明 编剧：于正
  - 锁清秋 饰 周世安 / 编剧：于正
  - 大丫鬟 饰 萧汝章 / 编剧：于正
  - 美人心计 饰 田大业 / 编剧：于正
  - 贤妻良母 饰 林汉杰/ 编剧：于正
  - 中国式相亲 饰 韩　总
- 2010年
  - 王的女人 饰 雲深/ 编剧：于正
- 2013年
  - 笑傲江湖饰 余滄海/ 导演：胡意涓 编剧：于正
  - 雅典娜女神／青春烈火
  - 古劍奇譚 飾 雷嚴
  - 少年四大名捕 飾 溫如玉
- 2014年
  - 少年神探狄仁杰 飾 長孫潤澤
  - 活色生香 飾 小雅太郎
- 2015年
  - 老九門飾 黑石
- 2018年
  - 芸汐傳飾 毒宗－白彥青
- 2020年
  - 绝代雙驕 飾 鐵戰

### 电影
- 2009年《PUSH》
- 《一级暗杀令》 饰 Marco (Cop)
- 2003年 电视电影《杀戮江湖》饰 哥顿
- 2002年 电视电影《周末杀人恋曲》动作导演：林义雄
- 2001年 年法国电影 武士 三郎
- 《天脉传奇》饰 武子
- 《铁男》饰 阿祖
- 《女特警‧COM》饰 国际刑警
- 《四大金刚》　周华宇
- 《神偷次世代》 副动作导演：叶伟信

## 外部連結
- 李耀景的新浪微博
- 李耀敬的Facebook專頁
- 李耀敬在香港影庫上的簡介